# Benjamin Back
Benjamin Back (São Paulo, 25 de outubro de 1969), também conhecido como Benja, é um apresentador e jornalista esportivo brasileiro de origem judaica, descendente de judeus alemães e poloneses. Atualmente é apresentador do DominGOL com Benja na CNN, do Arena SBT e dos podcasts Papo Reto, Benja Me Mucho e B3+1.
Benja adota uma linha descontraída de abordar futebol, criticando e ironizando expressões complexas, por vezes carregadas de estrangeirismo, usadas pela parcela mais formal do jornalismo esportivo.

## Biografia
É formado em Economia pela PUC-SP, mas se destacou no jornalismo esportivo.
Em agosto de 2000, quando trabalhava para o patrocinador do programa Estádio 97, programa de rádio que mistura humor e informação sobre futebol na Rádio Energia 97, foi convidado a integrar a equipe. Ficou na rádio até março de 2018.
Também trabalhou na RedeTV!, no programa Bola na Rede com o jornalista e apresentador Juca Kfouri.
Comentou a Copa Ouro 2003 no SBT ao lado do ex-jogador Júnior e do narrador Paulo Soares e também atuou na Record, com participações no programa Debate Bola.
Em março de 2010 foi contratado pela Rede Bandeirantes, participando dos programas Jogo Aberto e São Paulo Acontece. Sua passagem pela emissora foi curta, e seu desentendimento com o ex-jogador e comentarista Neto, segundo já afirmou, o levou a ser demitido. Neto diz não ter pedido sua demissão. Este atrito, inicialmente uma discordância sobre Adriano e Ronaldo, rendeu um processo judicial, movido por Neto em 2011 e vencido por Benja em 2020.
Em novembro de 2013, foi contratado pelo canal Fox Sports Brasil, como um dos âncoras da emissora, onde apresentou diariamente o Fox Sports Rádio, líder absoluto do IBOPE no horário, além dos programas semanais Aqui com Benja e Jogo Sagrado.
No dia 16 de outubro de 2020, foi anunciada a sua contratação pelo SBT para comandar o programa Arena SBT. Porém, continuou nos seus programas no Fox Sports até 7 de dezembro de 2020, quando anunciou sua saída após sete anos na emissora, por não concordar com a cláusula de exclusividade exigida pelo Grupo Disney, nova proprietária do canal. Em 20 de abril de 2023, após dois anos e meio, Benjamin deixou o SBT.
No dia 6 de junho de 2023, foi anunciado como novo contratado da CNN Brasil, onde apresenta o DominGOL com Benja, ao vivo nas tardes de domingo.
Estou super feliz, muito mesmo, em poder me juntar com uma marca como a CNN. Nunca imaginei receber um convite da CNN. Legal demais saber do interesse do canal em investir em futebol. As pessoas são ótimas, com muita vontade e abertos para uma nova experiência— Benjamin Back, ao NaTelinha
Em 16 de outubro de 2023, foi recontratado pelo SBT para apresentar um programa semanal nas noites de sexta-feira, intitulado É Tudo Nosso!, estreando em 15 de março de 2024.
Em 9 de dezembro de 2024, voltou a apresentar o programa Arena SBT após a saída de seu antigo apresentador, Cléber Machado, enquanto o É Tudo Nosso! acabou encerrado, sendo retirado da grade da emissora.

### Prêmios
| Ano  | Prêmio                                                                     | Categoria                      | Resultado | Ref.   |
| ---- | -------------------------------------------------------------------------- | ------------------------------ | --------- | ------ |
| 2011 | Troféu ACEESP (Associação dos Cronistas Esportivos do Estado de São Paulo) | Colunista de Jornal            | Indicado  | [ 25 ] |
| 2012 | Troféu ACEESP (Associação dos Cronistas Esportivos do Estado de São Paulo) | Colunista de Jornal            | Indicado  | [ 26 ] |
| 2015 | Troféu ACEESP (Associação dos Cronistas Esportivos do Estado de São Paulo) | Apresentador TV por assinatura | Venceu    | [ 27 ] |
| 2016 | Troféu ACEESP (Associação dos Cronistas Esportivos do Estado de São Paulo) | Apresentador TV por assinatura | Venceu    | [ 28 ] |